# Eumiota longepetiolata
Eumiota longepetiolata is een vliesvleugelig insect uit de familie van de Diapriidae. De wetenschappelijke naam van de soort is voor het eerst geldig gepubliceerd in 1859 door Thomson.